# Taurió
Taurió (en llatí Taurion, en grec antic Ταυρίων) fou un militar macedoni al servei d'Antígon III Dosó de Macedònia.
Gaudia de la confiança del rei que el va nomenar al seu testament comandant reial de les forces macedònies al Peloponès durant la minoria de Filip V de Macedònia, segons diu Polibi. L'any 221 aC, en aquesta condició, va ajudar a l'estrateg de la Lliga Aquea, Timoxè, a conquerir Clàrion (Clarium), una fortalesa que havia estat ocupada per la Lliga Etòlia. El 220 aC ajudà a Àrat de Sició contra els atacs etolis que van acabar a la batalla de Cafies i la destrucció de Cynaetha. L'any 218 aC, quan Filip V va dirigir personalment l'exèrcit cap al Peloponès, Taurió li va facilitar tota mena de suport durant la invasió d'Èlida.
Apel·les, el regent, que conspirava contra el rei, considerava necessari eliminar a Taurió si volia triomfar i va convèncer el rei de cridar a Taurió a Macedònia a fi i efecte de, suposadament, tenir-lo més proper a la seva persona. Filip va detectar els seus plans i va donar a Taurió el comandament de tropes, que ja no tenien la mateixa fidelitat perquè havia estat ja corrompuda per Lleonci, al servei d'Apel·les.
Es va mantenir al càrrec de la direcció dels afers del Peloponès i el 217 aC juntament amb Àrat de Sició, va derrotar els etolis a Naupacte. Taurió per causes poc conegudes, va difamar a Àrat davant el rei macedoni de manera que aquest va acabar eliminant al seu aliat amb verí el 214 o el 213 aC.
Polibi l'acusa de pervertir la natural bona disposició del rei juntament amb Demetri de Faros, amb actes com aquest darrer.